# Кемпірсайський сільський округ
Кемпірса́йський сільський округ (каз. Кемпірсай ауылдық округі, рос. Кемпирсайский сельский округ) — адміністративна одиниця у складі Каргалинського району Актюбінської області Казахстану. Адміністративний центр — село Жосали.
Населення — 738 осіб (2021; 990 у 2009, 1237 у 1999, 1518 у 1989).
Станом на 1989 рік існувала Кемпірсайська сільська рада (села Жусали, Карабутак, Кемпірсай). Село Карабутак було ліквідовано 2019 року.

## Склад
До складу округу входять такі населені пункти:
| Населений пункт   | Колишні назви | Населення, осіб (1989) | Населення, осіб (1999) | Населення, осіб (2009) | Населення, осіб (2021) |
| ----------------- | ------------- | ---------------------- | ---------------------- | ---------------------- | ---------------------- |
| Жосали, село      | Жусали        | 1018                   | 689                    | 631                    | 574                    |
| Кемпірсай, село   | -             | 218                    | 310                    | 179                    | 164                    |
| --Карабутак, село | -             | 282                    | 238                    | 180                    | -                      |